# Stefan Fegerl
Stefan Fegerl (* 12. September 1988 in Gmünd) ist ein österreichischer Tischtennisspieler. 2015 wurde er Europameister im Doppel und mit dem österreichischen Team.

## Karriere
Seinen ersten internationalen Erfolg erzielte Stefan Fegerl bei der Jugend-Europameisterschaft 2005, bei der er im Doppel mit Xiaoquan Feng das Endspiel erreichte. 2011, 2012 und 2014 wurde er bei den Erwachsenen Österreichischer Meister im Einzel, 2013 stieß er erstmals in die Top 100 der Weltrangliste vor. Seit 2007 nahm er an zehn Weltmeisterschaften teil, wo er 2012 und 2014 mit der Mannschaft Fünfter wurde. Mit der Mannschaft gewann er auch Bronze bei den Europaspielen 2015 in Baku.
Stefan Fegerl gewann bei der Europameisterschaft 2015 in Jekaterinburg die Titel im Doppel zusammen mit dem Portugiesen João Monteiro und im Teamwettbewerb mit der österreichischen Mannschaft. Im selben Jahr gelang ihm bei den Polish Open in Warschau erstmals der Einzug in ein World-Tour-Finale. Nach einem Halbfinalsieg über den amtierenden Olympiasieger Zhang Jike unterlag er im Endspiel knapp dem Chinesen Fan Zhendong mit 3:4. Dadurch konnte er im Dezember Robert Gardos in der Weltrangliste überholen und somit zum ersten Mal bestplatzierter Österreicher werden. Die Platzierung ermöglichte ihm zudem die erste Teilnahme am Europe Top-16, bei dem er im Februar 2016 Sechster wurde.
2016 wurde er mit dem Verein Weinviertel Niederösterreich, der danach aufgelöst wurde, nochmals österreichischer Meister und ETTU-Cup-Sieger. Am 13. Januar 2016 wurde sein Wechsel zu Borussia Düsseldorf bekanntgegeben, wo er einen Zweijahresvertrag bis 2018 erhielt. Er qualifizierte sich für die Olympischen Spiele in Rio de Janeiro, schied aber im Einzel in seinem ersten Spiel gegen Kōki Niwa aus, mit dem Team verlor er im Viertelfinale gegen den späteren Bronzemedaillengewinner Deutschland. Bei seiner ersten World-Cup-Teilnahme erreichte er das Achtelfinale, in dem er mit 2:4 gegen die Nummer 10 der Welt Jung Young-sik verlor. 2018 wurde sein Wechsel zu den TTF Liebherr Ochsenhausen bekannt gegeben, mit denen er 2019 Deutscher Meister wurde. Zur Saison 2020/21 schloss sich Fegerl dem TTC Schwalbe Bergneustadt an.
Im Juli 2021 wurde er unter Präsident Wolfgang Gotschke zum Vizepräsidenten des Österreichischen Tischtennisverbandes (ÖTTV) gewählt, im April 2022 wurde er ÖTTV-Sportdirektor. Im März 2025 folgte ihm Liu Jia als Vizepräsidentin des ÖTTV nach.

## Privates
Stefan Fegerls Lebensgefährtin ist die österreichische Tischtennisspielerin Li Qiangbing. Zusammen haben sie zwei Söhne. Der ältere Sohn Louis spielt auch Tischtennis, im Januar 2023 siegte er in der U11-Konkurrenz beim WTT Youth Contender in Linz.

## Erfolge
- Europameister im Doppel 2015
- Europameister mit der Mannschaft 2015
- WM-Viertelfinale mit der Mannschaft 2012, 2014
- Österreichischer Meister im Einzel 2011, 2012, 2014
- Jugend-Vizeeuropameister 2005 mit Xiaoquan Feng
- Champions-League-Sieger: 2018
- Deutscher Meister (Mannschaft): 2017, 2018, 2019
- Deutscher Pokalsieger: 2017, 2018, 2019

## Turnierergebnisse
| Verband | Veranstaltung       | Jahr | Ort            | Land | Einzel        | Doppel        | Mixed      | Team          |
| ------- | ------------------- | ---- | -------------- | ---- | ------------- | ------------- | ---------- | ------------- |
| AUT     | Europameisterschaft | 2019 | Nantes         | FRA  |               |               |            | Viertelfinale |
| AUT     | Europameisterschaft | 2018 | Alicante       | ESP  | letzte 32     |               | Silber     |               |
| AUT     | Europameisterschaft | 2017 | Luxemburg      | LUX  |               |               |            | 10            |
| AUT     | Europameisterschaft | 2016 | Budapest       | HUN  | letzte 16     | Viertelfinale |            |               |
| AUT     | Europameisterschaft | 2015 | Jekaterinburg  | RUS  | letzte 64     | Gold          |            | 1             |
| AUT     | Europameisterschaft | 2014 | Lissabon       | POR  |               |               |            | 11            |
| AUT     | Europameisterschaft | 2013 | Schwechat      | AUT  | Viertelfinale | letzte 32     |            | 9             |
| AUT     | Europameisterschaft | 2012 | Herning        | DEN  | letzte 32     | Viertelfinale |            |               |
| AUT     | Europe Top 16       | 2018 | Montreux       | SUI  | letzte 16     |               |            |               |
| AUT     | Europe Top 16       | 2017 | Antibes        | FRA  | 8. Platz      |               |            |               |
| AUT     | Europe Top 16       | 2016 | Gondomar       | POR  | 6. Platz      |               |            |               |
| AUT     | Europaspiele        | 2015 | Baku           | AZE  | letzte 16     |               |            | 3             |
| AUT     | Olympische Spiele   | 2016 | Rio de Janeiro | BRA  | letzte 32     |               |            | 5             |
| AUT     | World Tour          | 2019 | Olmütz         | CZE  | Qual.         |               | Halbfinale |               |
| AUT     | World Tour          | 2015 | Warschau       | POL  | Silber        | Qual.         |            |               |
| AUT     | World Tour          | 2014 | Kuwait City    | KUW  | letzte 64     | Gold          |            |               |
| AUT     | World Tour          | 2014 | Szombathely    | HUN  | Halbfinale    |               |            |               |
| AUT     | Weltmeisterschaft   | 2019 | Budapest       | HUN  | letzte 64     |               | letzte 16  |               |
| AUT     | Weltmeisterschaft   | 2018 | Halmstad       | SWE  |               |               |            | Viertelfinale |
| AUT     | Weltmeisterschaft   | 2017 | Düsseldorf     | GER  | letzte 32     | letzte 64     |            |               |
| AUT     | Weltmeisterschaft   | 2016 | Kuala Lumpur   | MAS  |               |               |            | 9.–12. Platz  |
| AUT     | Weltmeisterschaft   | 2015 | Suzhou         | CHN  | letzte 32     |               | letzte 64  |               |
| AUT     | Weltmeisterschaft   | 2014 | Tokio          | JPN  |               |               |            | Viertelfinale |
| AUT     | Weltmeisterschaft   | 2013 | Paris          | FRA  | letzte 64     | letzte 64     |            |               |
| AUT     | Weltmeisterschaft   | 2012 | Dortmund       | GER  |               |               |            | 5             |
| AUT     | Weltmeisterschaft   | 2011 | Rotterdam      | NED  | letzte 64     | letzte 64     | letzte 64  |               |
| AUT     | Weltmeisterschaft   | 2010 | Moskau         | RUS  |               |               |            | 10            |
| AUT     | Weltmeisterschaft   | 2009 | Yokohama       | JPN  | letzte 64     |               |            |               |
| AUT     | Weltmeisterschaft   | 2007 | Zagreb         | HRV  | Qual.         | letzte 64     |            |               |
| AUT     | World Cup           | 2016 | Saarbrücken    | GER  | letzte 16     |               |            |               |
| AUT     | World Team Cup      | 2019 | Tokio          | JPN  |               |               |            | 9.–12. Platz  |